# 葛 (春秋)
葛（かつ）は、夏・殷・周の三朝（三代）に渡って存在した諸侯国。爵位は伯。約1800年と長期間存続した。

## 夏代
夏代には嬴姓の葛が現在の河南省焦作市修武県（葛伯城・葛伯墓の遺跡があり）に存在していた。後に湯王によって滅亡したが、この戦いは湯王が夏を滅ぼす前哨戦に過ぎなかった。

## 殷代以後
葛を湯王が征服し、君主の葛伯を殺した。別の者を葛に封じた。
春秋時代に魯の附庸国となり、宋によって滅亡した。
『風俗通義』には「葛天氏之裔」、また賀葛氏が葛氏に改称したもので虜姓であるとしている。